# Octavi Alberola Suriñach
Octavi Alberola Suriñach (Alaior, 1928 - Perpinyà, 24 de juliol de 2025) va ser un anarcosindicalista i lluitador antifranquista espanyol, exiliat a França. Va planificar dues vegades l'assassinat de Francisco Franco. Va viure a Perpinyà.

## Antecedents
El seu pare era fill de camperols aragonesos emigrats a Barcelona pel 1899-90. De jove va assistir a l'Escola Moderna de Francesc Ferrer i Guàrdia i el 1928 va ser deportat a Alaior, on fou professor racionalista de l'Escola laica. El 1936 fou conseller de cultura del Consell Regional de Defensa d'Aragó. En acabar la guerra civil espanyola marxà a França i d'allí a Mèxic, on el seu pare aconseguí treball com a director del Col·legi Cervantes a la ciutat de Jalapa, Estat de Veracruz.
Octavi Alberola va estudiar enginyeria civil i física teòrica a la Universitat Nacional Autònoma de Mèxic (UNAM). Allí va contactar amb les Joventuts Llibertàries i la CNT a l'exili. El 1956 va col·laborar amb els exiliats cubans a Mèxic del Moviment 26 de Juliol i del Directori Revolucionari Estudiantil fins a la caiguda de la dictadura de Fulgencio Batista.

## Defensa Interior
Al començament de 1962, la Comissió de Defensa del Moviment Llibertari Espanyol va constituir el grup Defensa Interior, en el qual Alberola es va integrar com a representant de les FIJL. Això el va obligar a abandonar Mèxic i a integrar-se en el DI en clandestinitat a França i Espanya.
DI va decidir dur a terme "accions de fustigament" contra el govern franquista per denunciar la repressió i aportar solidaritat als presos polítics. Va coordinar un intent d'assassinar Francisco Franco a Sant Sebastià l'estiu de 1962, però va fracassar per alguns problemes tècnics amb l'explosiu i perquè Franco va arribar-hi més tard del previst. Això va provocar una nova onada repressiva del règim franquista. Va encarregar al grup d'Antonio Martín Bellido i Paul Desnais l'agost de 1962 que posés un petard al Valle de los Caídos, que va tenir força repercussió mediàtica. El 29 de juliol de 1963 Bellido i Sergio Hernández varen atemptatar contra la seu de la Direcció General de Seguretat, provocant vint ferits, i contra els locals de la Delegació Nacional de Sindicats a Madrid. Simultàniament estaven preparant un nou atemptat contra Franco en el trajecte entre el Palau del Pardo i el Palau d'Oriente, al Puente de los Franceses, però el dia 31 van ser detinguts els militants del DI i de les Joventuts Llibertàries Francisco Granados Gata i Joaquín Delgado Martínez, amb tot el material preparat per a l'atemptat. Ambdós van ser jutjats en consell de guerra sumaríssim acusats de l'atemptat de la DGS, condemnats a mort i executats pel garrot vil el 17 d'agost de 1963. Les sentències van provocar un centenar de detencions de militants llibertaris arreu d'Espanya, cosa que va paralitzar les accions de DI i la deixaren inoperant.

## Els anys posteriors
El febrer de 1968 va ser detingut a Bèlgica juntament amb la seva companya, acusats per les autoritats franquistes de preparar el segrest d'un diplomàtic espanyol davant la Comunitat Econòmica Europea. Va ser alliberat als cinc mesos. El 1971 va entrar clandestinament a França, on va col·laborar en el periòdic Frente Libertario i amb els Grups d'Acció Revolucionària Internacionalista (GARI).
En maig de 1974 va ser detingut a Avinyó amb 10 militants anarquistes més sota l'acusació de participar en el segrest del director del Banco de Bilbao a París, Baltasar Suárez com a protesta per l'execució de Salvador Puig i Antich. Després de nou mesos va sortir en llibertat provisional i assignat a residència a París. Tot i això, el 1981 va ser jutjat a París per aquests fets, dels quals finalment va ser absolt.
Després de la mort de Franco i de l'escissió de la CNT, va col·laborar a Espanya amb el sector lligat al sindicat CGT i a França amb el Comité des Journées de Reflexion Anti-autoritaire (COJRA). Entre 1980 i 2000 va col·laborar a Radio Libertaire amb el programa "Tribuna latino americana".
Va participar en el Grup per la revisió del procés Granados-Delgado amb Antonio Martín Bellido que, des de 1998 està exigint l'anul·lació de les sentències franquistes. També va integrar els Grups de Suport als Llibertaris i Sindicalistes Independents a Cuba (GALSIC).